# Буарон-Каналь, Пьер Теома
Пье́р Теома́ Буаро́н-Кана́ль (фр. Pierre Théoma Boisrond-Canal; 12 июня 1832, Ле-Ке, Гаити — 6 марта 1905, Порт-о-Пренс, Гаити) — гаитянский государственный деятель, трижды президент Гаити (дважды — временно) (1876—1879, 1888 и 1902). Считался одним из самых влиятельных политиков на Гаити своего времени, а также оказал значительное влияние на политику Гаити за пределами своего правления.

## Начало политической карьеры
Пьер Теома Буарон-Каналь родился 12 июня 1832 года в городе Ле-Ке. Он начал военную карьеру во время президентства Фабра Жеффрара и был офицером с 1858 по 1867 год. Затем он ушел в отставку с военной службы и стал фермером. Его политическая карьера началась в 1870 году, когда он был избран сенатором от Порт-о-Пренса. Он был переизбран на эту должность до 1875 года. После беспорядков в мае 1875 года он на несколько недель отправился в изгнание в Кингстон. По возвращении он был назначен президентом Мишелем Доменгом командующим армией в Западном департаменте. 

## Президентство

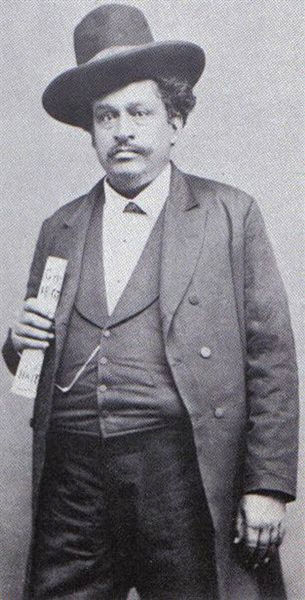
Пьер Теома Буарон-Каналь

### Первое правление (1876 — 1879)
23 апреля 1876 года, после свержения Мишеля Доменга, он возглавил временное правительство. 17 июля 1876 года Буарон-Каналь официально стал президентом Гаити. По Конституции 1867 года его полномочия составляли четыре года. Пока Буарон-Каналь правил, на политическом ландшафте возникла внешняя и внутренняя напряженность, особенно из-за разногласий между либералами и националистами в парламенте. После жарких дебатов в Палате депутатов 30 июня 1879 года, за которыми последовали беспорядки в Порт-о-Пренсе, в которых важную роль сыграл лидер Либеральной партии Жан-Пьер Буайе-Базеле. Хотя правительству удалось восстановить закон и порядок, Буарон-Каналь ушел в отставку 17 июля 1879 года с поста президента, не сумев выступить посредником между Либеральной и Национальной партиями. Преемником на посту президента стал представитель Национальной партии, Лизьюс Саломон, который установил диктатуру. После отставки он снова отправился в изгнание на Ямайку.

### Второе правление (1888)
В 1888 году Саломон был свергнут в результате революции. После этих событий Буарон-Каналь вернулся в страну и возглавил её, как временный президент 10 августа. 16 октября 1888 года он ушёл в отставку и назначил на пост президента своего соратника Франсуа Дени Лежитима. 

### Третье правление (1902)
12 мая 1902 года он стал временным президентом после ухода в отставку Тирезьяса Симона Сана. Во время пребывания Буарон-Каналя на этом посту началась гражданская война между силами Пьера Нор Алексиса, его бывшего союзника и гаитянского писателя Антенора Фирмена.
После победы Алексиса, Буарон-Каналь был отстранён последним. Однако, бывшего президента не отправили в ссылку, а позволили ему заниматься политической деятельностью.

## Последние годы
Буарон-Каналь был одним из самых влиятельных политиков Гаити своего времени и даже вне своего правления имел заметное влияние на политику Гаити. Он умер в Порт-о-Пренсе 6 марта 1905 года.
Его младший брат, Луи-Огюст Буарон-Каналь, был также активным политическим деятелем в 1908 году как член Комиссии по общественному порядку и исполняющий обязанности президента Гаити.